# Wichelen
Wetteren belgiumi város, amely a flandriai Kelet-Flandria tartományban, Dendermonde körzetben található. A városhoz tartozik közigazgatásilag a szomszédos Schellebelle és Serskamp település. Wichelen és Schellebelle a Schelde folyó mentén fekszenek, Serskamp a folyótól délre található.
A város neve a holland „wig”" szóból származik, amely a Schelde folyó kanyarulatára utal.

## Látnivalók
- A Szent Gertrúd-templom (Sint-Gertrudiskerk)

## Közlekedés
Wichelen a Gent–Dendermonde vasútvonalon található, a városközpontban és a Schellebellében található állomások szolgálják ki az utasforgalmat.

## Híres lakosok
- Kim Van Hee énekes, művésznevén Kim Kay,
- Johan Heldenbergh színész-rendező,
- Joke Devynck színésznő.

## Érdekesség
- A helyi lakosok beceneve „Wichelse Schooiers”.
- Schooiersbier a neve a helyben főzött sörnek

## Lásd még
- A helyi önkormányzat honlapja
- Hasznos információk a településről